# Wacław Bieczyński
Wacław Wincenty Bieczyński (ur. 24 marca 1862 w Kamieńcu Podolskim, zm. w styczniu 1941 w Warszawie) – generał brygady Wojska Polskiego.

## Życiorys
Urodził się 24 marca 1862 w Kamieńcu Podolskim. W 1894 został przydzielony z macierzystego Galicyjskiego Pułku Piechoty Nr 89 w Jarosławiu do Batalionu Obrony Krajowej Sambor Nr 61 w Samborze. W latach 1895–1897 był słuchaczem Kursu Intendentów. W 1897 służył w Komendzie Obrony Krajowej w Krakowie. W 1902 pełnił służbę w garnizonie Lwów i mieszkał przy ulicy Puławskiego 4. Do 1906 był szefem intendentury 46 Dywizji Piechoty Obrony Krajowej w Krakowie, a następnie szefem intendentury 43 Dywizji Piechoty Obrony Krajowej we Lwowie. W 1914 był szefem Intendentury Grupy Obrony Krajowej Komendy 11 Korpusu we Lwowie, a w czasie I wojny światowej szefem Intendentury Grupy Obrony Krajowej Komendy Wojskowej we Lwowie. W czasie służby w c. i k. Armii oraz c. k. Obronie Krajowej awansował na kolejne stopnie: kadeta-zastępcy oficera 13 sierpnia 1882 ze starszeństwem z 1 września 1882 i 26. lokatą, porucznika (niem. Lieutenant) 24 października 1885 ze starszeństwem z 1 listopada 1885 i 172. lokatą, nadporucznika (niem. Oberlieutenant) 26 października 1889 ze starszeństwem z 1 listopada 1889 i 146. lokatą, podintendenta Obrony Krajowej (Landwehrunterintendant) 28 października 1896 ze starszeństwem z 30 października 1896, intendenta Obrony Krajowej (niem. Landwehrintendant) 27 października 1906, starszego intendenta Obrony Krajowej 2 klasy (niem. Landwehroberintendant 2. Klasse) 29 października 1912 ze starszeństwem z 1 listopada 1912 i 1. lokatą i starszego intendenta Obrony Krajowej 1 klasy (niem. Landwehroberintendant 1. Klasse) ze starszeństwem z 1 listopada 1915. Dekretem cesarskim z 9 kwietnia 1918 został przeniesiony w stan spoczynku na własną prośbę.
31 stycznia 1919 przyjęty został do Wojska Polskiego z byłej armii austro-węgierskiej, z zatwierdzeniem posiadanego stopnia pułkownika intendenta ze starszeństwem od dnia 21 sierpnia 1915 i przydzielony z dniem 30 stycznia 1919 do Departamentu Gospodarczego Ministerstwa Spraw Wojskowych w Warszawie na stanowisko szefa Sekcji Zaopatrzenia i Zapomóg. Następnie przebywał w Paryżu, w Polskiej Misji Zakupów gen. Jana Romera. 25 listopada 1920 został zatwierdzony z dniem 1 kwietnia 1920 w stopniu pułkownika intendenta, w grupie oficerów „byłej armii austriacko-węgierskiej”. Z dniem 1 października 1921 przeniesiony został w stan spoczynku, w stopniu pułkownika intendenta, z prawem noszenia munduru. 26 października 1923 Prezydent RP Stanisław Wojciechowski zatwierdził go w stopniu generała brygady.
Kilka razy zmieniał aders zameldowania: 5 października 1922 z Krakowa do Poznania na ul. Wołyńską 12, 5 października 1925 do Warszawy, 12 grudnia 1927 do Poznania i w końcu 22 lutego 1930 ponownie do Warszawy. „W pierwszych dniach stycznia 1941 w zajmowanym przez niego mieszkaniu odkryto skostniałe i pogryzione przez szczury zwłoki generała i jego żony (morderstwo? samobójstwo? śmierć z głodu i mrozu?). Zagadka nigdy nie zostanie rozwiązana (rodziny nie mieli, a władze okupacyjne taki sprawami nie zajmowały się)”. Żoną generała była Maria z Kozłowskich urodzona 8 grudnia 1889 w Sanoku.
Generał był prawnym opiekunem Olgi Kozłowskiej, sieroty po Emilu Kozłowskim. 24 lipca 1919 udzieli zgodę na ślub Olgi Kozłowskiej z Karolem Mercelim Szerlągiem, absolwentem Uniwersytetu Jagiellońskiego.

## Ordery i odznaczenia
- Krzyż Rycerski Orderu Franciszka Józefa z dekoracją wojenną[1]
- Brązowy Medal Zasługi Wojskowej na wstążce Krzyża Zasługi Wojskowej –17 lutego 1917[34][1]
- Medal Jubileuszowy Pamiątkowy dla Sił Zbrojnych i Żandarmerii[1]
- Krzyż Jubileuszowy Wojskowy[1]
- Krzyż Pamiątkowy Mobilizacji 1912–1913